# Милутин Видосављевић
Милутин Видосављевић (Прокупље, 21. фебруара 2001) српски је фудбалер, који тренутно наступа зa  Војводину. Висок је 180 центиметра и наступа на позицији крилног нападача.

## Статистика

#### Клупска
| Клуб      | Сезона   | Лига             | Лига    | Лига   | Национални куп | Национални куп | Европа  | Европа | Остало  | Остало | Укупно  | Укупно |
| Клуб      | Сезона   | Дивизија         | Наступа | Голова | Наступа        | Голова         | Наступа | Голова | Наступа | Голова | Наступа | Голова |
| --------- | -------- | ---------------- | ------- | ------ | -------------- | -------------- | ------- | ------ | ------- | ------ | ------- | ------ |
| Чукарички | 2017/18. | Суперлига Србије | 2       | 0      | 0              | 0              | —       | —      | —       | —      | 2       | 0      |
| Чукарички | 2018/19. | Суперлига Србије | 10      | 1      | 1              | 1              | —       | —      | —       | —      | 11      | 2      |
| Чукарички | 2019/20. | Суперлига Србије | 13      | 2      | 1              | 0              | 3       | 0      | —       | —      | 17      | 2      |
| Чукарички | Укупно   | Укупно           | 25      | 3      | 2              | 1              | 3       | 0      | —       | —      | 30      | 4      |

- Ажурирано 12. децембра 2019. године.